# Bernabé Rivera
Bernabé Rivera (dates de naissance et de décès inconnues) était un joueur de football paraguayen, qui jouait au poste d'attaquant.

## Biographie
Durant sa carrière en club, il a joué au Club Sportivo Luqueño, un des meilleurs clubs du championnat du Paraguay, à la même période que la coupe du monde 1930 en Uruguay. 
Le pays est dans le groupe D avec les États-Unis et la Belgique, et les Paraguayens finissent à la 2e place du groupe et ne passent pas le 1er tour de la compétition.